# Oberförstchen
Oberförstchen, obersorbisch Hornja Boršćⓘ, ist ein Dorf im Oberlausitzer Landkreis Bautzen. Es gehört zur Gemeinde Göda und liegt 235 m über dem Meeresspiegel. Bis zum Jahr 1934 bildete es eine eigenständige Gemeinde.

## Geografie
Das Dorf liegt im Oberlausitzer Gefilde etwa vier Kilometer westlich von Bautzen. Nachbarorte sind Dreistern im Norden, Stiebitz im Osten und Kleinförstchen im Südwesten. Südlich von Oberförstchen verläuft die Bahnstrecke Dresden–Görlitz, im Osten die Staatsstraße S 106 und im Norden die Staatsstraße S 111.

## Geschichte
Die erste urkundliche Erwähnung als Furst maior stammt aus dem Jahr 1362.
Im Jahre 1884 hatte der Ort nach der Statistik von Arnošt Muka 89 Einwohner, davon 71 Sorben (80 %).